# Jural
Jural je naselje u Republici Hrvatskoj, u sastavu Općine Kanfanar, Istarska županija. U mjestu na brežuljku se nalazi Crkva Sv. Margarete Antiohijske i groblje. Pretpostavlja se da je podignuta u 12.st., a u 19.st. je obnovljena. 
Stanovništvo
Prema popisu stanovništva iz 2001. godine, naselje je imalo 15 stanovnika te 5 obiteljskih kućanstava.
| broj stanovnika |       |       | 81    | 74    | 70    | 70    |       |       | 69    | 41    | 43    | 24    | 20    | 12    | 15    | 20    | 16    |
|                 | 1857. | 1869. | 1880. | 1890. | 1900. | 1910. | 1921. | 1931. | 1948. | 1953. | 1961. | 1971. | 1981. | 1991. | 2001. | 2011. | 2021. |